# إليوت مايلز مكينلي
إليوت مايلز مكينلي (بالإنجليزية: Elliott Miles McKinley)‏ هو ملحن أمريكي، ولد في 1969.

## وصلات خارجية
- إليوت مايلز مكينلي على موقع ميوزك برينز (الإنجليزية)
- إليوت مايلز مكينلي على موقع ديسكوغز (الإنجليزية)